# Colubrina alluaudii
Colubrina alluaudii là một loài thực vật có hoa trong họ Táo. Loài này được (Pittier) Capuron mô tả khoa học đầu tiên năm 1966.